# 比得兔 (電影)
《比得兔》是一部於2018年上映的3D真人動作動畫電影，由威爾·古勒執導。電影根據碧雅翠絲·波特的同名兒童圖畫小說《比得兔》改編而成。為角色配音的配音員包括詹姆斯·柯登、黛西·蕾德莉、瑪歌·羅比、伊莉莎白·戴比基、馬修·盧卡斯和希雅，並由多姆納爾·格里森、蘿絲·拜恩與森·尼爾以真人的模樣演出。
《比得兔》由索尼影視娛樂定於2018年2月9日在美國上映，發行後獲得褒貶不一的評價，主要是因為它與源材料的偏差，而電影裡有關過敏欺凌的劇情亦造成爭議。續集定於2020年4月3日在美國上映。

## 劇情
故事敘述古靈精怪的比得兔和麥奎格家族的爭鬥達到了新的高度，因為牠和湯瑪斯·麥奎格正在爭奪了隔壁一位善良的動物愛好者的感情。

## 演員與配音員
| 演員與配音員                                                              | 演員與配音員 | 演員與配音員 | 演員與配音員 | 角色                                 |
| 演員與配音員                                                              | 台灣配音     | 香港配音     | 中國大陸配音 | 角色                                 |
| ------------------------------------------------------------------------- | ------------ | ------------ | ------------ | ------------------------------------ |
| 多姆納爾·格里森                                                           | 宋昱璁       |              |              | 湯瑪斯·麥奎格（Thomas McGregor）     |
| 蘿絲·拜恩                                                                 | 陶敏嫻       |              |              | 碧雅（Bea）                          |
| 森·尼爾                                                                   |              |              |              | 麥奎格先生（Mr. McGregor）           |
| 瑪麗安妮·珍-巴伯提斯特                                                    | 崔幗夫       |              |              | 總經理（Harrods General Manager）    |
| 菲利克斯·威廉森                                                           |              |              |              | 德里克（Derek）                      |
| 詹姆斯·柯登                                                               | 鼓鼓         | 森美         | 張震         | 彼得兔（Peter Rabbit）               |
| 黛西·蕾德莉                                                               | 劉如蘋       |              | 徐靜         | 小白（Cottontail Rabbit）            |
| 瑪歌·羅比                                                                 | 馮嘉德       |              | 馬小驥       | 小福（Flopsy Rabbit）                |
| 伊莉莎白·戴比基                                                           | 錢欣郁       |              | 李世榮       | 小毛（Mopsy Rabbit）                 |
| 科林·穆迪                                                                 | 馬伯強       | 陈豪         | 陳喆         | 小兔班傑明（Benjamin Bunny）         |
| 希雅                                                                      | 王瑞芹       |              | 杨晨         | 提姬·溫克爾太太（Mrs. Tiggy-Winkle） |
| 多姆納爾·格里森                                                           |              |              |              | 漁夫傑里米先生（Mr. Jeremy Fisher）  |
| 蘿絲·拜恩                                                                 | 陶敏嫻       |              |              | 傑米瑪泥潭鴨（Jemima Puddle-Duck）   |
| 森·尼爾                                                                   | 陳幼文       |              |              | 湯米·布洛克（Tommy Brock）           |
| 法賽爾·巴茲                                                               |              |              |              | 托德先生（Mr. Tod）                  |
| 伊文·萊斯利                                                               | 劉傑         |              |              | 溫吞小豬（Pigling Bland）            |
| 克里斯蒂安·蓋扎爾                                                         |              |              |              | 菲利克斯（Felix D'eer）              |
| 蕾秋·瓦德                                                                 |              |              |              | 約瑟芬兔（Josephine Rabbit）         |
| 布萊恩·布朗                                                               | 康殿宏       |              |              | 比得的爸爸（Peter's father）         |
| 大衛·溫漢                                                                 | 于正昌       |              |              | 鎮鼠強尼（Johnny Town-Mouse）        |
| 威爾·雷切特                                                               | 曹冀魯       |              |              | 公雞（JW Rooster II）                |
| 莎娜·哈利甘 克里斯·曼 潔西卡·弗里德曼 凱瑟琳·豪爾 卡德·雷瑟 弗雷德·薛德蘭 |              |              |              | 歌唱的麻雀（The Singing Sparrows）   |
| 瑪歌·羅比                                                                 | 馮嘉德       |              |              | 旁白（The Narrator）                 |

## 製作
2015年12月22日，索尼動畫宣佈改編《比得兔》。

### 拍攝
《比得兔》拍攝位於悉尼百年公園、悉尼中央車站、英國安布賽德、溫德米爾及湖區進行。

## 發行
《比得兔》原定於2018年3月23日上映，後移至於2018年2月9日上映。

### 預告片的批評
首支預告片釋出後，獲得了影評人和粉絲的不滿，許多人都認為這部電影現代感太重，並且侮辱了碧雅翠絲·波特的作品。Collider網站猛烈批評該預告片，稱它為「垃圾」和「膚淺的『喜劇』畏縮盛會」 。

### 評價
爛番茄根據143條評論，獲得64%的新鮮度，平均得分5.76／10。在Metacritic上，電影獲得了51分。

## 反響

### 票房
在美國和加拿大，《比得兔》將與《15:17 巴黎列車》、《格雷的五十道陰影：自由》同天上映並競爭，外界預估《比得兔》於首週末能從2700間戲院中獲得1600萬美元的票房，甚至還高估到2500萬美元。美國首週末開出了2500萬美元的票房，位居當週亞軍。

## 續集
2018年5月，索尼影業宣佈已開始開發《比得兔》的續集。2019年2月，宣佈大衛·奧伊羅加盟劇組，而蘿絲·拜恩和多姆納爾·格里森回歸出演各自的角色。2019年10月，確認瑪歌·羅比和伊莉莎白·戴比基回歸聲演各自的角色。